# 中山琉貴
中山 琉貴（なかやま りゅうき、1986年8月11日 - ）は、日本の沖縄県出身の俳優、ミュージシャン。音楽プロジェクト『ちゅうざんBAND』のメンバー（リーダー、フロントマン）である。沖縄大学人文学部国際コミュニケーション学科卒業。

## 概要
2007年、沖縄映画「琉球カウボーイ、よろしくゴザイマス。～HAPPY☆PIZZA～」で銀幕デビュー。大学卒業後、上京。
音楽活動と並行しながら広告会社勤務、フリーランスの著作家、記者を経て、2016年、舞台初出演・初主演を機に俳優の道を志す。以降、映画、ドラマを中心に活動。2020年から8期連続で地元沖縄のオリオンビール「75 BEER IPA」地上波CMに主演で出演。
俳優業と並行して、音楽家としても活動中。自身の音楽プロジェクト「ちゅうざんBAND」を率いて、都内を中心に音楽フェスや沖縄関連イベントにも出演している。

## 出演

### テレビドラマ
- 尚巴志 （2017年、琉球放送） - 王側近役
- 東京ヴァンパイアホテル （2017年、Amazonプライム）
- グッドドクター 第5話 （2018年、フジテレビ） - 整備士同僚役
- 絶対零度 第9話（2018年、フジテレビ） - 記者役
- 国外財産を追いかけろ!〜国債徴収への取り組み〜（2021年国税庁Webドラマ）犯人五十嵐役/松本動 監督
- 箱庭のレミング 第8話（2021年、ABEMA） -  #不純ないいね第一話・記者役
- 異世界居酒屋「のぶ」 Season3〜皇帝とオイリアの王⼥編〜 第7話（2023 WOWOW連続ドラマW-30） 品川祐監督、屈強な男客役
- PICU 小児集中治療室スペシャル2024（2024年、フジテレビ）札幌医大医師役
- 木曜劇場 ギークス 警察署の変人たち（2024年7月4日 - 9月19日、フジテレビ） - イケメン店員 役[3][1]
- 龍が如く～Beyond the Game～ （2024AmazonPrimeドラマ）武正晴監督  近江連合組員 山岡竜一役

### 映画
- 琉球カウボーイ、よろしくゴザイマス。〜HAPPY☆PIZZA〜（2007年）福永周平監督　高校生カップル役
- 新宿スワン2（2017年）園子温監督/横浜ウイザードメンバー役
- 審判（2018年）ジョン・ウイリアムズ監督/裁判員・ルーキ役
- 青の帰り道（2018年）藤井道人監督/ユウキの同僚役
- 飢えたライオン（2018年）緒方貴臣監督/報道カメラマン役
- ミラクルシティ コザ予告編 （2019年）平一絋監督/主役バンドのドラマー役
- LOS JAPON（2019年）アルバロ・ディアス・ロレンソ監督/相席客役
- 短編　東京ぱちぱち（2021年）十川雅司監督
- オムニバス映画 Japanesque「その路は」（2022年、監督：ふるいちやすし） - 主演・日比野司 役[4]
- なんでかね〜鶴見（2023年）渡辺熱:監督　新里大吾役[5][6]
- 赦し（2023年）アンシュル・チョウハン監督　法廷記者役
- キングダム 運命の炎（2023年）佐藤信介監督

### CM
- オリオンビール・75BEER IPA（2020年、TVCM）メイン

### 舞台
- 天地に咲く・維新篇（2016年）劇団熱血天使　第13回公ー熱天幕末維新ー　中岡慎太郎役
- SAKURA（2016年）主演・平野寅之助役（土佐脱藩の兵士）
- 俺は、君のためにこそ死ににいく（2022年）俳優座劇場　加藤役
- 宮本亞門 企画・演出「生きているから 〜対馬丸ものがたり〜」（2025年8月16日17日）那覇文化芸術劇場なはーと 大劇場[7]